# Atéliery Bonton Zlín
Atéliery Bonton Zlín is een Tsjechische filmstudio gevestigd in de Tsjechische stad Zlín .
De filmproductie in Zlín zag het levenslicht aan het begin van de jaren dertig, toen scenarioschrijver en toneelschrijver Elmar Klos, producer Ladislav Kolda en cameraman en redacteur Alexander Hakkenshmidt in Zlín werden uitgenodigd door schoenenproducent Bata, om een reclamefilmbedrijf op te richten. De activiteiten van de studio zouden gebaseerd zijn op de ervaring van Amerikaanse reclamefilmbedrijven. Het reclamefilmbedrijf dat vervolgens in Zlín werd opgebouwd, ontgroeide al snel zijn oorspronkelijke doel. Naast reclamefilms legde het bedrijf zich al gauw ook toe op het opnemen van andere filmgenres: documentaires, educatieve films, populair-wetenschappelijke films, experimentele films en animatiefilms.
Atéliery Bonton Zlín legde de basis voor de Tsjechische animatieschool. Een groot aantal vooraanstaande makers van Tsjechische animatiefilms begon zijn carrière in Zlín, waaronder Karel Zeman en Hermina Tyrlova, die later de ‘moeder van de Tsjechische animatie’ genoemd zou worden. Ook andere bekende namen uit de Tsjechische en internationale cinema werkten enige tijd voor Atéliery Bonton Zlín, waaronder oscarwinnaars Jan Sverak, Milos Forman, en internationale filmprijswinnaars als Jiri Menzel. 
In de periode 1965 tot 1991 produceerde de studio ongeveer 1.500 Tsjechische speelfilms en documentaires. Na de Fluwelen Revolutie in 1989 werd de studio geprivatiseerd en de studio in 1998 onderdeel van de Bonton Entertainment Group. Sinds 2006 is de studio een naamloze vennootschap. Onder de bekendste animatiefilms die zijn opgenomen in Atéliery Bonton Zlín zijn de kinderanimatieseries Buurman en Buurman (in de periode 2002-2004) en Bob en Bobek.
De studio's van Bonton Zlín beheren ongeveer 1.500 Tsjechische speelfilms en documentaires die tussen 1965 en 1991 zijn geproduceerd, en bezitten in sommige gevallen ook de filmrechten. Tot deze films behoren ook films van bekende Tsjechische regisseurs als Jan Svěrák, Miloš Forman en Jiří Menzel, en bekende titels als Hou de trein in het oog, De liefde van een blondje, Leeuweriken aan een draadje, Het winkeltje aan het corso en Het brandt, mijn liefje, die internationale prijzen ontvingen. ABZ bezit tevens de filmrechten van circa 250 animatiefilms. 
De studio's zijn ook de thuisbasis van het productiebedrijf FILMFEST, s.r.o., dat het Zlín Filmfestival organiseert, het oudste kinderfilmfestival ter wereld.